# ザ・ラスト・ヒーロー
『ザ・ラスト・ヒーロー』(The Last Hero)は、ナパーム・レコードからアメリカ合衆国や日本で2016年10月7日に発売されたアルター・ブリッジのスタジオ・アルバムである。

## 収録曲
1. ショー・ミー・ア・レーダー (Show Me a Leader)
2. ザ・ライディング・オン・ザ・ウォール (The Writing on the Wall)
3. ジ・アザー・サイド (The Other Side)
4. マイ・チャンピョン (My Champion)
5. ポイズン・イン・ユアー・ヴェインズ (Poison in Your Veins)
6. クレイドル・トゥ・ザ・グレイヴ (Cradle to the Grave)
7. ルーズィング・ペイシェンス (Losing Patience)
8. ディス・サイド・オブ・フェイト (This Side of Fate)
9. ユー・ウィル・ビー・リメンバード (You Will Be Remembered)
10. クローズ・オン・ア・ワイヤー (Crows on a Wire)
11. トワイライト (Twilight)
12. アイランド・オブ・フールズ (Island of Fools)
13. ザ・ラスト・ヒーロー (The Last Hero)

## メンバー
- マイルズ・ケネディ (ボーカル)
- マーク・トレモンティ (ギター)
- ブライアン・マーシャル (ベース)
- スコット・フィリップス (ドラムス)